# Плавское
Плавское (укр. Плавське) — село в Генической городской общине Генического района Херсонской области Украины.
Население по переписи 2001 года составляло 835 человек. Почтовый индекс — 75520. Телефонный код — 5534. Код КОАТУУ — 6522180401.

## История
Исторически село находится на территории пади ( углубления ландшафта на юге России) подтверждающая это карта https://retromap.ru/1418726_46.504398,34.868223
Карта юга СССР (https://retromap.ru/14194057_z13_46.496137,34.868717) доказывает, что село Новая григоривка (не путать с Новогригоровка) существовало ещё задолго до 1988 года
До 1987 года Село называлось  Новогригорьевское. Происхождение сегодняшнего названия села имеет корни от города Плавск, с которым село сотрудничало во времена СССР
В 1989 году началось строительство новой школы, по причине сгорения старой школы
Религиозная громада прихода святого великомученика Димитрия Солунского в 2013 году сделано осветление памятника умершим воинам односельчанам во второй мировой войне. Также установлено новое ограждение
С 24 февраля 2022 года территория села Плавское была под контролем России
По итогам Референдума о вхождении Херсонской области в состав РФ 23 сентября—27 сентября 2022 год Село Плавское вошло в состав России

## Объекты социальной сферы
• Школа
• Детский садик 
• Амбулатория

## Достопримечательности
- Памятник «Погибшим воинам односельчанам во время второй мировой войны»
- Заброшенная школа возле памятника
- Стела на въезде в село
- Заброшенный колхоз возле Плавской школы
- Кирпичная мозаика на стенах школы
- Мини музей в Школе
- Дом культуры на территории Школы
- Памятная табличка известному односельчанину на входе в школу

## Люди, связанные с селом
- uk:Галаневич Марко Володимирович Учился в Плавской школе и провёл большую часть своего детства